# Kazuhisa Iijima
Kazuhisa Iijima (飯島 寿久?, Iijima Kazuhisa; Tokyo, 6 gennaio 1970) è un ex calciatore giapponese, di ruolo difensore.